# Demetrio Ortiz
Demetrio Ortiz (Piribebuy, 22 de diciembre de 1916 - Buenos Aires, 18 de agosto de 1975) fue un artista paraguayo. Músico, compositor, dramaturgo y coreógrafo de danzas paraguayas.

## Biografía

### Inicios
Demetrio Ortiz Vargas nació en Piribebuy, departamento de Cordillera el 22 de diciembre de 1916, ya que sus padres estaban trabajando en esa ciudad con motivo de las fiestas patronales de Ñande Jara Guazú, pero a los tres días de su nacimiento regresaron a su hogar de la capital paraguaya y fue registrado como asunceno.
Hijo de Juan Anacleto Ortiz, nacido en el barrio de Mbachió de Lambaré y de María Blásida Vargas Benítez, nacida en Pinozá, Asunción. Pronto vivió el drama de la separación de sus padres a muy corta edad y con su madre,  se aventuraron a vivir en Formosa, Argentina, donde cursó parcialmente sus estudios primarios y vivió inolvidables pasajes de su niñez, transcurriendo según sus palabras “la época más feliz de mi infancia?” entre Formosa, Alberdi y otras localidades del departamento de Ñeembucú. De vuelta en Asunción, tras la muerte de su padre, se desempeñó en diversas tareas para la supervivencia en pobreza pero con dignidad: fue lustrabotas, canillita, oficial zapatero y otras tantas cosas, pero Demetrio tenía muchas ilusiones: en la mente de aquel niño-hombre giraba una frase: “cuando yo sea grande…”, con la firme esperanza de superarse en la vida y llegar a ser alguien.

### Carrera artística
Es difícil establecer cómo y cuándo surgió en él ese amor por todas las manifestaciones artísticas. Recordaba siempre las tardes calurosas en las que invadido por el hechizo de la guitarra, corría hasta la casa de Don Servín, un vecino que tocaba el instrumento, para aprender las primeras notas musicales mientras le cebaba tereré. Y en una de las tantas serenatas en la que concurría como mirón, que terminó en una pelea entre músicos, se apoderó de una guitarra abandonada en la contienda, la restauró como a un ser querido y bien pronto estuvo lista para vibrar como un trofeo,  con los acordes de aquel muchachito que había encontrado respuesta a su inquietud a través de la música.
Inició su carrera artística en 1937 como integrante del grupo “Aficionados de General Santos”, donde hacía las veces de guitarrista, cantante y actor. En 1938 ya profesionalmente bajo la dirección de Zoilo F. Cantero formando dúo con Demetrio Aguilar, integró el conjunto “Ocara poty”. En 1939 ambos integran el conjunto “Mandu a rory” dirigidos por Santiago Cortesi y José L. Melgarejo. En 1943 conforma junto a Ignacio Melgarejo y Digno García el “Trío Asunceno”, trasladándose al Brasil, donde permanecen hasta 1946.
A su regreso a Asunción enfrenta el 10 de octubre de 1946, el inmenso dolor de la muerte de su querida madre, para quien había compuesto en febrero de 1943, en Concepción, la que sería su primera guarania “viajera” según sus propias palabras: Mis Noches Sin Ti.
En 1947, después de los acontecimientos de la Revolución, el dúo Melgarejo-Ortiz pasa a formar parte de una delegación artística encabezada por el maestro Herminio Giménez, iniciando una gira desde el noreste argentino hacia la capital. Al llegar a Buenos Aires el conjunto se separó y Demetrio pasó a integrar en calidad de guitarrista, el conjunto del gran Félix Pérez Cardozo, de renombre en la Argentina, querido y respetado por los folkloristas del vecino país. Estando actuando con ellos en Córdoba, en 1948 es que compone la guarania que trascendió fronteras: “Recuerdos de Ypacaraí”.
A partir de 1950 integró diversos conjuntos, luego formó su propia orquesta y se dedicó de lleno a todas las expresiones del arte folklórico paraguayo, alentado por su esposa: Elida Maidana, a quien había conocido en Buenos Aires durante una de sus actuaciones con Don Félix Pérez. Su reconocida labor musical fue editada en su totalidad por FERMATA, cuyo director y amigo: Mauricio Brenner, más conocido como Ben Molar, debutara como autor con la música paraguaya con los versos de “Tus lágrimas”. Fue autor de numerosos poemas algunos musicalizados y otros inéditos. Escribió una obra teatral en 3 actos: “Anivéna karaikuéra!, ñane reta rayhupápe”, con un mensaje de unión para todos los paraguayos bajo un mismo cielo y una misma bandera: la Tricolor,  que fue estrenada en 1954 en el Teatro Politeama de Buenos Aires y repuesta en 1956 en el Teatro Apolo, obra que ganó un concurso de selección teniendo como jurado entre otros, al gran escritor nacional, Premio Cervantes de Literatura: Augusto Roa Bastos. Fue el primero que se dedicó a la enseñanza de las danzas folklóricas en recuerdo de su madre, que era galopera, en varias instituciones que reunían a la colectividad paraguaya en la capital argentina, como por ejemplo El Centro Manuel Ortiz Guerrero y la Casa Paraguaya. Enseñó guitarra a muchos entusiastas y admiradores de la música de nuestro país, también fue asesor artístico del Colegio República del Paraguay. Pintaba cuadros y retratos y cultivó el arte hasta sus últimos días en su propio local de la Peña Ypacaraí, en pleno centro de Buenos Aires, donde como maestro de juventudes formó y asesoró a varios grupos de jóvenes para continuar el camino iniciado por los que les precedieron.

### Últimos años
Terminó de escribir su autobiografía: “Una guitarra… un hombre” en noviembre de 1974, cuya primera edición de 1986 se encuentra agotada, donde expresa en lenguaje sencillo pero conmovedor toda su infancia, adolescencia y primeros tiempos juveniles. En cada página de su libro y de su vida hay una lección de amor a la mujer, a los amigos, a la patria y a la cultura de su pueblo, al que cantó y por el que realizó tantas cosas bellas que permanecerán sin tiempo y sin fronteras en el recuerdo…
Falleció en Buenos Aires, rodeado de su familia, de sus amigos y admiradores, el 18 de agosto de 1975. Sus restos mortales descansan actualmente en el Cementerio Jardín de la Paz de Lambaré.

## Obras
- Mis Noches Sin Ti
- Recuerdos de Ypacaraí
- Yo Te Quiero Mucho
- Mi Canción Viajera
- Esperanza Mía
- Qué Será De Ti
- Bodas De Plata
- La Que Dejé
- Aurora y Ocaso
- Ahechavaekue
- Recuerdos del Paraguay
- Rohecha Jeyvo
- Mita Kuña Juky
- Si Tú Supieras Comprender
- Recuerdos

- Datos: Q5255245